# محمد فارس
محمد أحمد فارس (به انگلیسی: Muhammed Ahmed Faris) فضانورد اهل سوریه است که در ۲۶ مهٔ ۱۹۵۱ در حلب زاده شد. وی در مأموریت میر ئی‌پی-۱، سایوز تی‌ام-۳، سایوز تی‌ام-۲ حضور داشته است.